# Noc na Lysé hoře

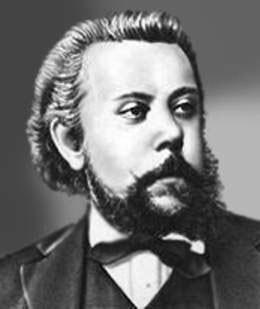
Modest Petrovič Musorgský, 1865

Noc na Lysé hoře (rusky Ночь на Лысой горе) je série skladeb ruského skladatele Modesta Musorgského (1839–1881). Skladba je inspirována ruskými literárními díly a legendami. „Hudební obraz“ Noc na Lysé hoře, nebo také Svatojánský večer na Lysé hoře (rusky Иванова ночь на лысой горе), byl zkomponován na téma sabatu čarodějnic, který se podle legend koná o svatojánské noci. Dílo bylo rovněž dokončeno večer před svátkem svatého Jana, 23. června 1867. Spolu s dílem Sadko, které složil Nikolaj Rimskij-Korsakov, se Noc na Lysé hoře řadí k prvním ruským symfonickým básním.
Přestože byl Musorgský na své dílo hrdý, jeho mentor Milij Balakirev odmítl dílo uvést. Ve snaze svou práci zachránit přišel Musorgský s nápadem, že Noc na Lysé hoře trochu přepracuje, a poté ji vloží do dvou „podprojektů“ – operního baletu Mlada (1872) a opery Soročinský jarmark (1880). I přes veškerou svou snahu se ale Musorgský během svého života uvedení Noci na Lysé hoře nedočkal.

V roce 1886, pět let po smrti Musorgského, publikoval Rimskij-Korsakov aranžmá Noci na Lysé hoře, které označil za „fantazii pro orchestr“. Někteří muzikologové skladbu tedy považovali za původní dílo Rimského-Korsakovova, ačkoliv jeden z nich předpokládal, že je inspirováno Musorgského poslední verzí hudby pro operu Soročinský jarmark.
Je důležité připomenout, že orchestrální dílo obecně známé jako „Musorgského Noc na Lysé hoře“ je původním orchestrálním dílem Rimského-Korsakovova, inspirovaným pozdější verzí Lysé hory, kterou Musorgský složil pro svou operu Soročinský jarmark.

— Gerald Abraham, muzikolog zabývající se Musorgským, 1945
Díky Rimskému-Korsakovovi se ale Noc na Lysé hoře trvale dostala do povědomí posluchačů. K jejímu prvnímu uvedení došlo v roce 1886 v Petrohradu a od té doby se dílo těšilo velké oblibě. O půl století později byla skladba výrazně zviditelněna díky filmu Walta Disneyho Fantasia (1940), v němž zazněla verze Rimského-Korsakova v úpravě Leopolda Stokowského. Musorgského symfonická báseň nebyla publikována ve své původní podobě až do roku 1968. Přestože k jejímu uvádění dochází dodnes zřídka, skladba si zvládla vydobýt své místo a dostala se do povědomí moderního publika.

## Dřívější nedokončené projekty

### Operní projekt:Večer svatojánský(1858)
Kus papíru údajně nalezený mezi Musorgského rukopisy obsahuje následující text:

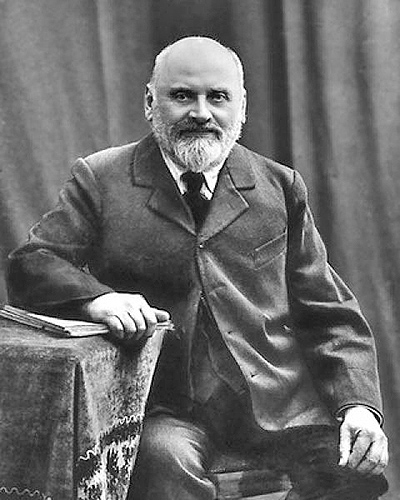
Milij Alexejevič Balakirev

Program opery Večer svatojánský, tříaktová opera podle Gogolovy povídky, libreto P. Boborikin, za účasti a s pomocí Modesta Musorgského, Jevgenije Musorgského a Vasilije. Svědek zápisu: Milij Balakirev 
Tento zvláštní fragment, datovaný dne 25. prosince 1858, se vykládá jako důkaz Musorgského záměru napsat operu inspirovanou Gogolovou povídkou Večer svatojánský (rusky: Вечер накануне Ивана Купала, Vecher nakanune Ivana Kupala). Gogolova povídka obsahuje prvky čarodějnictví, podobné těm, které můžeme nalézt v povídkách ze sbírky Večery na samotě u Dikaňky, řeč o sabatu v ní ovšem není. Další zmínky o tomto projektu nalezeny nebyly. 

### Operní projekt:Čarodějnice(1860)
Téma čarodějnického sabatu, ústřední téma všech následujících verzí Noci na Lysé hoře, pravděpodobně pochází z nedochované hry Čarodějnice (rusky: Ведьма, Ved′ma) od barona Georgije Mengdena, který byl přítelem Musorgského. V roce 1860 napsal Musorgský Balakirevovi o tom, že dostal zakázku na jeden akt opery na toto téma.
Dostal jsem také velmi zajímavou zakázku, kterou musím dokončit do příštího léta. Jedná se o jeden akt na Lysé hoře (z Mengdenova dramatu Čarodějnice), čarodějnický sabat, části s čarodějnicemi, ceremoniální pochod všech těch stvoření a nakonec – sabat. Libreto je opravdu dobré. Už mám nějaké materiály, myslím, že by z toho mohlo něco být. 

— Modest Musorgský, dopis Balakirevovi, 26. září 1860
Stejně jako u předchozího projektu se však ani u Čarodějnice se neví, jestli opravdu nějaké materiály vznikly, a pokud ano, jestli byly použity v pozdějších projektech.

### Skladba pro klavír a orchestr (počátek 60. let 19. století)
Rimskij-Korsakov ve svých pamětích (Letopis mého hudebního života) říká, že Musorgský se počátkem 60. let 19. století nechal inspirovat Lisztovým Tancem smrti, a složil jednu verzi Lysé hory pro klavír a orchestr. Jiné tvrzení je, že Musorgský do roku 1866, do kterého plánoval dokončit symfonickou báseň Svatojánský večer na Lysé hoře (viz níže), Lisztovu skladbu neslyšel. Nic z této skladby pro klavír a orchestr se ve sbírkách Rimského-Korsakovova nedochovalo, předpokládá se tedy, že záznamy byly ztraceny, nebo, což je pravděpodobnější, ani nikdy neexistovaly.

## Symfonická báseň: Svatojánský večer na Lysé hoře (1867)

### Průběh tvorby
V roce 1866 napsal Musorgský v dopise Balakirevovi, že s ním touží probrat své plány operního projektu Čarodějnice, jak neoficiálně nazýval hudbu k Noci na Lysé hoře. Počátkem června 1867 začal skládat její orchestrální verzi. V zápisu je možné nalézt následující:
Započato v roce 1866. Zárodky orchestrální verze 12. června 1867, dokončeno v předvečer svatého Jana 23. června 1867, čtvrť Luga, na farmě Minkino. Modest Musorgský. 
Musorgský dílo popsal v dopise Vladimíru Nikolskému:
Pokud mě paměť neklame, tak se na této hoře scházely čarodějnice, aby si sdělovaly klepy, aby čarovaly a očekávaly příchod svého velitele – Satana. Při jeho příchodu čarodějnice utvořily kruh kolem jeho trůnu, na němž seděl v podobě kůzlete, a zpívaly mu chvály. Když v Satanovi probudily svými chválami dostatečnou vášeň, dal pokyn k sabatu, při němž si vybral ty z nich, které jej nejvíce zaujaly. Tohle jsem tedy zpracoval. Vypadá to asi takto: 1. Setkání čarodějnic a jejich klábosení. 2. Příchod Satana. 3. Obscénní vzývání Satana. 4. Sabat … Forma a charakter kompozice jsou ruské a původní… Složil jsem Svatojánský večer docela rychle, a hned celý najednou, napsal jsem ho asi za dvanáct dní, díky Bohu … Když jsem na tom pracoval, vůbec jsem nespal, a dílo jsem dokončil v předvečer svatého Jana, tak jsem z toho byl vzrušený, až jsem skoro nevěděl, co se ve mně vlastně odehrává … Na své odvážné dílko nahlížím jako na nezávislý ruský produkt, osvobozený od německé hlubokomyslnosti a rutiny, a stejně jako Savishna (pozn. překladatele: Musorgského dílo Drahoušek Savishna, rusky светик савишна) bylo tohle dílo počato a odkojeno na ruské půdě.
Musorgský zde také napsal, – což se později ukázalo jako nepravdivé – že dílo nikdy nepřepíše: „ať už má skladba jakékoliv nedostatky, už jednou vznikla, a pokud měla vzniknout, tak bude existovat taková, jaká je.“ Když Musorgský konečně práci dokončil, byl zdrcen, že jeho mentor Milij Balakirev dílo ostře zkritizoval. Kritika byla okořeněno frázemi jako: „čert ví, co to je“, „to je teda odpad“, a „tohle by se dalo použít“, což tam pravděpodobně vepsal Balakirev. Tato „první verze“ nebyla uvedena až do roku 1968, v nové úpravě připravené Georgijem Kirkorem.

### Historie uvedení
Původní symfonická báseň, Svatojánský večer na Lysé hoře (1867), nebyla uvedena až do dvacátého století. Muzikoložka Alexandra Orlova tvrdí, že původní partituru nalezl muzikolog Georgij Orlov v knihovně Leningradské konzervatoře koncem 20. let 20. století a že skladbu jednou zahrála Leningradská filharmonie. Dirigent filharmonie Nikolaj Malko si údajně kopii skladby vzal s sebou, když emigroval na západ. Muzikolog Gerald Abraham uvedl, že tato verze byla pravděpodobně předvedena Malkem v Anglii 3. února 1932. Hudební kritik Michel-Dimitrij Calvocoressi tvrdí, že Malko v roce 1933 uvedl tuto verzi v několika zemích.